# Bilbil czerwonooki
Bilbil czerwonooki (Pycnonotus nigricans) – gatunek małego ptaka z rodziny bilbili (Pycnonotidae), zamieszkujący Afrykę Południową.

## Podgatunki i zasięg występowania
Wyróżniono dwa podgatunki P. nigricans:
- P. nigricans nigricans – południowo-zachodnia Angola, Namibia, Botswana i zachodnia RPA; populacje nielęgowe także w skrajnie południowo-zachodniej Zambii i północno-zachodnim Zimbabwe.
- P. nigricans superior – środkowa RPA i Lesotho.

Proponowany podgatunek grisescentior nieodróżnialny od podgatunku nominatywnego.

## Biotop
Jego naturalnym środowiskiem występowania są sawanny oraz tropikalne i subtropikalne zarośla.

## Status
Międzynarodowa Unia Ochrony Przyrody (IUCN) uznaje bilbila czerwonookiego za gatunek najmniejszej troski (LC, least concern) nieprzerwanie od 1988 roku. Liczebność populacji nie jest dokładnie znana, aczkolwiek ptak ten opisywany jest jako pospolity i szeroko rozpowszechniony. Trend liczebności populacji uznaje się za wzrostowy.